# Alphert van Beeck Calkoen
Alphert Willem Jabes van Beeck Calkoen (Ouderkerk aan den IJssel, 4 januari 1946) is een Nederlands politicus.

## Leven en werk
Van Beeck Calkoen was een zoon van burgemeester mr. Frans van Beeck Calkoen (1905-1994) en diens tweede echtgenote Agnes Margaretha barones Schimmelpenninck van der Oye (1908-1991), hofdame van koningin Wilhelmina. Hij studeerde rechten. In 1980 werd hij burgemeester in het Groningse Baflo. Toen de provincie te maken kreeg met gemeentelijke herindelingen, wilde hij zijn ontslag niet afwachten en solliciteerde elders. In mei 1986 werd hij burgemeester van Hengelo in de provincie Gelderland. Hij kreeg opnieuw te maken met herindeling, toen Hengelo in 2005 opging in de gemeente Bronckhorst.
Hij trouwde in 1973 met Louise Elise van Dam van Isselt (1948), telg uit het geslacht Van Dam van Isselt en dochter van diplomaat Edmond Willem Pieter van Dam van Isselt (1915-2005). Uit dit huwelijk werden drie kinderen geboren.